# História de Essex

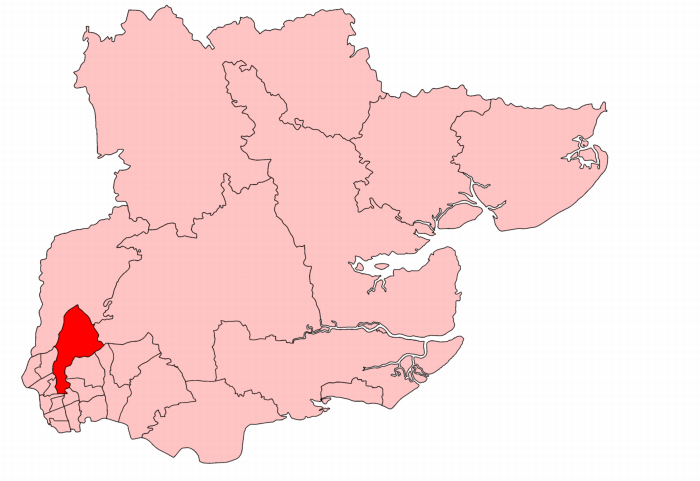
Um mapa da circunscrição de Woodford, em Essex, conforme existia de 1945 a 1950

Essex é um condado no leste da Inglaterra, que surgiu como o antigo Reino de Essex, e é um dos sete reinos da Heptarquia anglo-saxã.

## História

### Período pré-romano
A área da atual Essex foi ocupada antes da chegada dos romanos pela tribo celta dos trinobantes. Uma disputa entre eles e os catuvelaunos foi usada como desculpa à invasão romana de Júlio César em 54 a.C.. Em 43, o imperador Cláudio (r. 41–54) conquistou a capital trinobante Camuloduno (atual Colchester), que seria capital da Britânia romana, mas em 60-61 Boudica conduziu uma fracassada revolta contra a autoridade romana com ajuda de icenos e trinobantes, mas que conseguiu destruir Camuloduno.

### Anglo-saxões e viquingues
O nome Essex deriva do Reino de Essex que segundo a tradição foi fundado por Escuíno em 527, ocupando o território ao norte do rio Tâmisa e a leste do rio Lea. Em 825, fez parte do Reino de Wessex e mais tarde foi cedida pelo Tratado de Wedmore aos viquingues daneses da Lei Danesa. Em 991, a Batalha de Maldon resultou na derrota completa dos anglo-saxões pelos viquingues e é rememorada no poema A Batalha de Maldon.